# Better Off Alone
Singles de Alice DeeJay
Back in My Life
(1999)
Better Off Alone est une chanson du groupe d'eurodance néerlandais Alice DeeJay. Le single a été publié en juillet 1998 en tant que premier single de leur premier et unique album Who Needs Guitars Anyway?. Il a été initialement écrit et sorti en 1998, sous un label canadien (ISBA Music Entertainment Inc) puis réédité par Positiva Records, Universal et Republic en 1999.

## Genèse
« Do you think you're better off alone? » (Pensez-vous que vous êtes mieux seul ?) est l'expression d'ouverture de la chanson. Elle a été écrite par le producteur néerlandais  Sebastiaan Molijn (DJ Pronti) après que son amant l'ait quitté. La deuxième phrase de la chanson, « Talk to me », a été empruntée à la chanson à succès du groupe britannique Eurythmics Here Comes the Rain Again.
La chanson a été à l'origine destinée à être un morceau instrumental, mais la chanteuse Judith Pronk a été appelée à chanter les paroles parce que DJ Jurgen, impliqué dans le projet, voulait rester en tant que DJ underground.

## Liste des pistes
| - CD single au Royaume-Uni 1. Better Off Alone (Radio Edit) (3:38) 2. Better Off Alone (UK Short Cut) (2:54) - CD Maxi-single au Royaume-Uni 1. Better Off Alone (Vocal Club Mix) (6:44) 2. Better Off Alone (Signum Remix) (6:21) 3. Better Off Alone (DJ Jam X And De Leon's Dumonde Remix) (6:42) - Vinyle 12" au Royaume-Uni A1. Better Off Alone (Vocal Club Mix) (6:36) A2. Better Off Alone (Signum Remix) (6:21) B1. Better Off Alone (DJ Jam X And De Leon's DuMonde Mix) (6:42) - Vinyle 12" promo au Royaume-Uni A1. Better Off Alone (Vocal Club Mix) A2. Better Off Alone (Mark Van Dale With Enrico Remix) - Cassette single au Royaume-Uni A1. Better Off Alone (UK Short Cut) (2:53) A2. Better Off Alone (Vocal Club Mix) (6:36) A3. Better Off Alone (Pronti & Kalmani Vocal Remix) (7:04) B1. Better Off Alone (UK Short Cut) (2:53) B2. Better Off Alone (Vocal Club Mix) (6:36) B3. Better Off Alone (Pronti & Kalmani Vocal Remix) (7:04) - CD single en Scandinavie 1. Better Off Alone (Radio Edit) (3:36) 2. Better Off Alone (Vocal Clubmix) (6:36) - CD maxi single en Scandinavie 1. Better Off Alone (Radio Edit) (3:36) 2. Better Off Alone (Vocal Clubmix) (6:36) 3. Better Off Alone (Signum Rmx) (7:46) 4. Better Off Alone (Pronti + Kalmani Vocal Rmx) (7:04) 5. Better Off Alone (Pronti + Kalmani Club Dub) (6:46) 6. Better Off Alone (Mark Van Dale With Enrico Rmx) (9:27) - CD single en Australie et Nouvelle-Zélande 1. Better Off Alone (Radio Edit) (3:36) 2. Better Off Alone (Vocal Club Mix) (6:53) 3. Better Off Alone (Signum RMX) (7:46) 4. Better Off Alone (Pronti & Kalmani Vocal Remix) (7:04) 5. Better Off Alone (Pronti & Kalmani Club Dub) (6:46) 6. Better Off Alone (Mark Van Dale With Enrico Remix) (9:27) - CD single en France 1. Better Off Alone (Radio Edit) (3:36) 2. Better Off Alone (Pronti & Kalmani Vocal Remix) (7:06) | - CD maxi single en Italie 1. Better Off Alone (Radio Edit) (3:36) 2. Better Off Alone (Vocal Club Mix) (6:36) 3. Better Off Alone (Pronti & Kalmani Vocal Remix) (7:04) 4. Better Off Alone (Mark Van Dale with Enrico Remix) (9:27) - Vinyle 12" en Italie A1. Better Off Alone (Radio Edit) (3:36) A2. Better Off Alone (Vocal Club Mix) (6:36) B1. Better Off Alone (Pronti & Kalmani Vocal Remix) (7:04) B2. Better Off Alone (Marc Van Dale With Enrico Remix) (9:27) - Vinyle 12" en Espagne A1. Better Off Alone (Vocal Club Mix) (6:51) A2. Better Off Alone (Pronti & Kalmani Vocal Rmx) (7:04) B1. Better Off Alone (Marc Van Dale with Enrico Rmx) (9:26) B2. Better Off Alone (Signum Rmx) (7:46) - CD maxi single en Espagne 1. Better Off Alone (Radio Edit) (3:35) 2. Better Off Alone (Vocal Club Mix) (6:51) 3. Better Off Alone (Pronti & Kalmani Vocal Remix) (7:04) 4. Better Off Alone (Pronti & Kalmani Club Dub) (6:50) 5. Better Off Alone (Signum Remix) (7:46) 6. Better Off Alone (Mark Van Dale with Enrico Remix) (9:27) - CD maxi single aux Pays-Bas 1. Better Off Alone (Radio Edit) (3:36) 2. Better Off Alone (Vocal Club Mix) (6:36) 3. Better Off Alone (Signum Remix) (7:46) 4. Better Off Alone (Pronti & Kalmani Vocal Remix) (7:04) 5. Better Off Alone (Pronti & Kalmani Club Dub) (6:46) 6. Better Off Alone (Mark Van Dale with Enrico Remix) (9:27) - CD maxi single au Canada 1. Better Off Alone (Radio Edit) (3:38) 2. Better Off Alone (Vocal Clubmix) (6:53) 3. Better Off Alone (Signum RMX) (7:49) 4. Better Off Alone (Pronti & Kalmani Vocal RMX) (7:07) 5. Better Off Alone (Pronti & Kalmani Club Dub) (6:52) 6. Better Off Alone (Mark Van Dale with Enrico RMX) (9:28) |

## Classements
| Classement (1999-2000)             | Meilleure position |
| ---------------------------------- | ------------------ |
| Allemagne (Media Control AG)       | 32                 |
| Australie (ARIA)                   | 4                  |
| Canada (Nielsen SoundScan)         | 2                  |
| États-Unis (Hot 100)               | 27                 |
| États-Unis (Hot Dance Club Songs)  | 3                  |
| Finlande (Suomen virallinen lista) | 16                 |
| France (SNEP)                      | 6                  |
| Irlande (IRMA)                     | 3                  |
| Italie (FIMI)                      | 17                 |
| Norvège (VG-lista)                 | 3                  |
| Nouvelle-Zélande (RMNZ)            | 11                 |
| Pays-Bas (Nederlandse Top 40)      | 9                  |
| Suède (Sverigetopplistan)          | 5                  |
| Suisse (Schweizer Hitparade)       | 28                 |

| Classement (2000)    | Position |
| -------------------- | -------- |
| États-Unis (Hot 100) | 88       |

## Reprises
- La chanson a été reprise par le groupe du New Jersey Paulson Calling on You sur une version de la chanson sur l'album Calling On You EP sortie en 2007.
- Say Yeah du rappeur américain Wiz Khalifa est un sample de cette chanson sortie en 2008.
- En 2012, le DJ David Guetta et les chanteurs Akon et Ne-Yo reprennent le sample de Better Off Alone dans leur chanson Play Hard, sortie en début d'été 2013.
- En 2023, la chanteuse Kim Petras et la rappeuse Nicki Minaj reprennent le même sample dans leur chanson Alone.